# Jason Kreis
Jason Clarence Kreis (Omaha, Nebraska, Estados Unidos, 29 de diciembre de 1972) es un exfutbolista y entrenador estadounidense. Es uno de los máximos goleadores de la Major League Soccer.  actualmente dirige al Fort Lauderdale CF de la USL League One, filial del Inter Miami CF de la MLS.

## Clubes

### Como jugador
| Club              | País           | Año       |
| ----------------- | -------------- | --------- |
| Raleigh Express   | Estados Unidos | 1993      |
| New Orleans Storm | Estados Unidos | 1994      |
| Raleigh Express   | Estados Unidos | 1995      |
| Dallas Burn       | Estados Unidos | 1996-2004 |
| Real Salt Lake    | Estados Unidos | 2005-2007 |

### Como entrenador
| Club               | País           | Año       |
| ------------------ | -------------- | --------- |
| Real Salt Lake     | Estados Unidos | 2007-2013 |
| New York City FC   | Estados Unidos | 2015      |
| Orlando City SC    | Estados Unidos | 2016-2018 |
| Fort Lauderdale CF | Estados Unidos | 2020-2021 |

## Palmarés
Como entrenador
| Título   | Club           | País           | Año  |
| -------- | -------------- | -------------- | ---- |
| Copa MLS | Real Salt Lake | Estados Unidos | 2009 |

### Distinciones individuales
| Distinción                    | Año  |
| ----------------------------- | ---- |
| Jugador Más Valioso de la MLS | 1999 |

| Predecesor: Marco Etcheverry | Jugador Más Valioso de la Major League Soccer 1999 | Sucesor: Tony Meola |